# Liga Adriática de Basquetebol de 2018-19
A Temporada 2018-19 da Liga Adriática de Basquetebol foi a 18ª temporada da competição regional masculina que une clubes da ex-Jugoslávia (Sérvia, Croácia, Bósnia e Herzegovina, Montenegro e Eslovénia. O torneio é organizado pela entidade privada ABA Liga Jtd.
A equipe do Partizan é historicamente o maior campeão com seis títulos (2007, 2008, 2009, 2010, 2011, 2013), e o Budućnost VOLI defende seu título.

## Equipes participantes
Ao término da temporada 2017-18 a equipa do MZT Skopje que havia se classificado na última posição foi rebaixado para a segunda divisão da Liga adriática, dando lugar ao Krka da Eslovénia, por sua vez campeão da segunda divisão.
| Clube            | Localização       | Arena                           | Capacidade | Treinador          |
| ---------------- | ----------------- | ------------------------------- | ---------- | ------------------ |
| Budućnost VOLI   | Podgorica         | Centro Esportivo Morača         | 4.300      | Aleksandar Džikić  |
| Cedevita Zagreb  | Zagreb            | Dom Sportova                    | 3.100      | Slaven Rimac       |
| Cibona Zagreb    | Zagreb            | Dražen Petrović Basketball Hall | 5.400      | Ivan Velić         |
| Estrela Vermelha | Belgrado          | Aleksandar Nikolić Hall         | 5.878      | Milan Tomić        |
| FMP              | Belgrado          | Železnik Hall                   | 3.000      | Vladimir Jovanović |
| Igokea           | Laktaši           | Laktaši Sports Hall             | 3.050      | Žarko Milaković    |
| Krka Novo Mesto  | Novo Mesto        | ŠD Leona Štuklja                | 2.500      | Simon Petrov       |
| Mega Bemax       | Sremska Mitrovica | Pinki Hall                      | 3.000      | Dejan Milojević    |
| Mornar Bar       | Bar               | Topolica Sport Hall             | 2.625      | Mihailo Pavićević  |
| Partizan NIS     | Belgrado          | Aleksandar Nikolić Hall         | 5.878      | Andrea Trinchieri  |
| Petrol Olimpija  | Liubliana         | Arena Stožice                   | 12.480     | Zoran Martić       |
| Zadar            | Zadar             | Krešimir Ćosić Hall             | 7.847      | Ante Nazor         |

## Temporada Regular
| Casa\Visitante   | BUD   | CED     | CIB    | EST   | FMP   | IGO    | KRK    | MEG    | MOR    | PAR   | OLI     | ZAD    |
| ---------------- | ----- | ------- | ------ | ----- | ----- | ------ | ------ | ------ | ------ | ----- | ------- | ------ |
| Budućnost VOLI   |       | 80-78   | 91-82  | 71-87 | 79-59 | 96-70  | 86-64  | 91-85  | 102-71 | 75-71 | 85-69   | 75-69  |
| Cedevita Zagreb  | 63-58 |         | 89-68  | 84-68 | 87-85 | 100-80 | 104-75 | 86-95  | 94-80  | 84-87 | 95-82   | 83-72  |
| Cibona Zagreb    | 83-77 | 78-75   |        | 54-76 | 90-71 | 84-86  | 99-71  | 89-71  | 84-73  | 59-83 | 87-70   | 66-97  |
| Estrela Vermelha | 86-72 | 94-79   | 78-68  |       | 79-62 | 96-75  | 80-66  | 100-76 | 104-71 | 70-68 | 89-61   | 97-70  |
| FMP              | 70-87 | 81-95   | 93-88  | 72-81 |       | 87-78  | 93-65  | 106-89 | 82-84  | 73-72 | 64-63   | 99-86  |
| Igokea           | 78-85 | 75-78   | 87-69  | 77-79 | 74-85 |        | 91-73  | 79-80  | 81-60  | 84-97 | 115-105 | 100-82 |
| Krka Novo Mesto  | 69-64 | 82-71   | 90-100 | 66-96 | 71-76 | 69-71  |        | 82-69  | 80-76  | 80-76 | 62-59   | 77-78  |
| Mega Bemax       | 70-77 | 101-107 | 82-80  | 68-78 | 89-61 | 93-88  | 80-72  |        | 82-80  | 74-81 | 81-77   | 85-97  |
| Mornar Bar       | 95-99 | 102-103 | 91-78  | 57-90 | 79-69 | 97-103 | 86-77  | 80-84  |        | 97-94 | 80-75   | 89-81  |
| Partizan NIS     | 76-67 | 71-76   | 86-67  | 71-77 | 83-77 | 67-57  | 87-55  | 98-86  | 75-73  |       | 82-79   | 85-95  |
| Petrol Olimpija  | 72-77 | 70-98   | 78-80  | 60-83 | 88-86 | 92-69  | 70-69  | 91-78  | 87-66  | 66-72 |         | 91-81  |
| Zadar            | 69-89 | 85-95   | 95-91  | 69-87 | 79-85 | 95-80  | 64-72  | 80-84  | 83-93  | 92-97 | 84-80   |        |

## Tabela de Classificação
| Pos. | Clube            | J  | V  | D  | P+ : P- (dif) | SP   | P  | Classificação |
| ---- | ---------------- | -- | -- | -- | ------------- | ---- | -- | ------------- |
| 1    | Estrela Vermelha | 22 | 21 | 1  | 1875:1517     | 358  | 43 | Playoffs      |
| 2    | Cedevita Zagreb  | 22 | 16 | 6  | 1924:1769     | 155  | 38 | Playoffs      |
| 3    | Budućnost VOLI   | 22 | 16 | 6  | 1783:1636     | 147  | 38 | Playoffs      |
| 4    | Partizan NIS     | 22 | 14 | 8  | 1779:1663     | 116  | 36 | Playoffs      |
| 5    | Mega Bemax       | 22 | 10 | 12 | 1802:1880     | -78  | 32 |               |
| 6    | FMP              | 22 | 10 | 12 | 1736:1786     | -50  | 32 |               |
| 7    | Cibona Zagreb    | 22 | 9  | 13 | 1744:1810     | -66  | 31 |               |
| 8    | Igokea           | 22 | 8  | 14 | 1798:1869     | -71  | 30 |               |
| 9    | Mornar Bar       | 22 | 8  | 14 | 1780:1907     | -127 | 30 |               |
| 10   | Krka Novo Mesto  | 22 | 7  | 15 | 1587:1776     | -189 | 29 |               |
| 11   | Zadar            | 22 | 7  | 15 | 1803:1900     | -97  | 29 |               |
| 12   | Petrol Olimpija  | 22 | 6  | 16 | 1685:1783     | -98  | 28 | Rebaixado     |

## Playoffs
|  | Semifinais | Semifinais           | Semifinais     |   |  | Final                | Final | Final |
|  |            |                      |                |   |  |                      |       |       |
|  |            | Estrela Vermelha mts | 2              |   |  |                      |       |       |
|  |            | Partizan NIS         | 1              |   |  |                      |       |       |
|  |            |                      |                |   |  | Estrela Vermelha mts | 3     |       |
|  |            |                      | Budućnost VOLI | 2 |  |                      |       |       |
|  |            | Budućnost VOLI       | 2              |   |  |                      |       |       |
|  |            | Cedevita             | 1              |   |  |                      |       |       |

| Time 1               | Série | Time 2         | 1º Jogo | 2º Jogo  | 3º Jogo | 4º Jogo | 5º Jogo |
| -------------------- | ----- | -------------- | ------- | -------- | ------- | ------- | ------- |
| Estrela Vermelha mts | 3 - 2 | Budućnost VOLI | 91 - 72 | 107 - 69 | 72 - 80 | 80 - 84 | 97 - 54 |

## Campeões
| ABA Liga 2018-19 Campeões      |
| ------------------------------ |
| Estrela Vermelha mts 4º Título |

## Clubes da Liga Adriática em competições europeias
| Clube            | Competição        | Resultado       |
| ---------------- | ----------------- | --------------- |
| Budućnost        | EuroLiga          | 15º TR (6-24)   |
| Cedevita         | EuroCopa          | 4º Gr. H (0-6)  |
| Estrela Vermelha | EuroCopa          | 3º Gr. G (2-4)  |
| Partizan         | EuroCopa          | 4º Gr. E (2-4)  |
| Mornar           | EuroCopa          | 5º Gr. D (2-8)  |
| Olimpija         | Liga dos Campeões | 5º Gr. D (1-13) |